# Lutzomyia bifoliata
Lutzomyia bifoliata är en tvåvingeart som beskrevs av Osorno-mesa E. A., Morales A., Osorno F. de, Muñoz de Hoyos P. 1970. Lutzomyia bifoliata ingår i släktet Lutzomyia och familjen fjärilsmyggor.
Artens utbredningsområde är Colombia. Inga underarter finns listade i Catalogue of Life.